# Vincenzo Paglia
Vincenzo Paglia (Boville Ernica, 20 april 1945) is een Italiaans geestelijke van de Rooms-Katholieke Kerk en een aartsbisschop verbonden aan de Romeinse Curie.
Paglia werd op 15 maart 1970 tot priester gewijd. Op 4 maart 2000 werd hij benoemd tot bisschop van Terni-Narni-Amelia. Zijn bisschopswijding vond plaats op 2 april 2000.
Op 26 juni 2012 werd Paglia benoemd tot voorzitter van de Pauselijke Raad voor het Gezin, als opvolger van Ennio Antonelli die met emeritaat was gegaan. Tegelijkertijd werd hem de titel aartsbisschop ad personam verleend.
Op 15 augustus 2016 werd Paglia benoemd tot voorzitter van de Pauselijke Academie voor het Leven. Hij werd tevens benoemd tot grootkanselier van het Pauselijk Instituut van Johannes Paulus II voor studies over huwelijk en gezin. Zijn voorzitterschap van de Pauselijke Raad voor het Gezin eindigde op 1 september 2016, toen deze raad opgeheven werd.
Paglia ging op 20 april 2025 met emeritaat.
- Biblioteca Nacional de España: XX1580545
- Bibliothèque nationale de France: cb126700289 (data)
- CiNii: DA10667945
- Gemeinsame Normdatei: 132380390
- International Standard Name Identifier: 0000 0001 2140 2904
- Library of Congress Control Number: n80116183
- Nationale Bibliotheek van Tsjechië: xx0279055
- Nationale Bibliotheek van Israël: 987007276775505171
- Nationale Bibliotheek van Polen: a0000001952813
- Nederlandse Thesaurus van Auteursnamen: 069423016
- Istituto Centrale per il Catalogo Unico: CFIV088358
- Système universitaire de documentation: 085262234
- Virtual International Authority File: 76437627
- WorldCat: E39PBJdRyJfGxvDgTdyqGM8pyd